# Morazán (Honduras)
Morazán – miasto w Hondurasie, w dolinie rzeki Cuyamapa, w departamencie Yoro. Według Spisu Powszechnego z 2013 roku liczy 14,9 tys. mieszkańców. Około 10 km na południe od miasta znajduje się Park Narodowy Pico Pijol, który jest główną atrakcją turystyczną w gminie. W parku znaleźć można m.in. wodospad El Pirata z zimną wodą, pochodzącą ze szczytu góry Pico Pijol.  